# Anders Holm (skådespelare)
Anders Christian Holm, född 29 maj 1981 i Evanston i Illinois, är en amerikansk skådespelare, komiker, manusförfattare och producent. Han är en av stjärnorna och skaparna bakom Comedy Central-showen Workaholics, och har dessutom spelat med i den kortlivade NBC-serien Champions. Han är även skaparen bakom sketchgruppen Mail Order Comedy, tillsammans med Blake Anderson, Adam DeVine och Kyle Newacheck, som liksom han själv, är medskapare till Workaholics.

## Bakgrund och utbildning
Holm föddes i Evanston i Illinois, som den yngsta av tre bröder. Hans har bröderna Olen (född 1975) och Erik Holm (född 1976). Han gick på Evanston Township High School. År 2003 tog han examen från University of Wisconsin–Madison med en kandidatexamen i historia. Han var också en del av universitets simlag. Holm studerade därefter på The Second City Conservatory, beläget i Los Angeles.

## Karriär
Holm skapade, tillsammans med sina Workaholics-kollegor Blake Anderson, Adam DeVine och Kyle Newacheck, komedisketchgruppen Mail Order Comedy. Han spelade därefter rollen som en hipp pastor i TV-serien The Mindy Project, där senare även hade rollen som titelkaraktären Mindys fästman. Holm gjorde också ett gästspel i den fjärde säsongen av Modern Family i avsnittet "Flip Flop".
Holm gästspelade tillsammans med Blake Anderson, DeVine och Erik Griffin i säsongspremiären av TV-serien Arrested Developments fjärde säsong. Han var också produktions- och assistent för talkshowen Real Time with Bill Maher, innan han till slut började arbeta med Workaholics.
År 2014 medverkade Holm i den komedifilmen Top Five. Han syntes också i filmer med Seth Rogen i spetsen, såsom Bad Neighbours, The Interview och Sausage Party.
År 2016 hade Holm en roll i komedifilmen How to Be Single. År 2018 skrev, producerade och skådespelade han i Netflix-filmen Game Over, Man!, där även Seth Rogen var medproducent. Han var även medproducent på komedifilmen The Package.

## Privatliv
Holm gifte sig med Emma Nesper Holm, i september 2011. Deras första gemensamma barn föddes år 2013.

## Filmografi (i urval)

### Filmer
- 2014 – Bad Neighbours
- 2014 – Top Five
- 2014 – Inherent Vice
- 2014 – The Interview
- 2015 – The Intern
- 2016 – How to Be Single
- 2016 – Sausage Party
- 2018 – Game Over, Man!
- 2018 – Show Dogs
- 2023 – About My Father

### TV-serier
- 2011 – Traffic Light (TV-serie)
- 2011–2017 – Workaholics (TV-serie)
- 2012 – Key & Peele (TV-serie)
- 2013 – Modern Family (TV-serie)
- 2013–2017 – The Mindy Project (TV-serie)
- 2013 – Arrested Development (TV-serie)
- 2014 – American Dad! (TV-serie) (röst)
- 2014 – Hell's Kitchen (TV-serie)
- 2015 – Brooklyn Nine-Nine (TV-serie)
- 2018 – Champions (TV-serie)
- 2018 – Happy Together (TV-serie)
- 2019 – Unbreakable Kimmy Schmidt (TV-serie)
- 2019 – Mixed-ish (TV-serie)
- 2020 – Robot Chicken (TV-serie) (röst)
- 2022 – Inventing Anna (TV-serie)
- 2023 – The Muppets Mayhem (TV-serie)
- 2023–2024 – Monarch: Legacy of Monsters (TV-serie)